# Зибес, Ушер
У́шер Зи́бес (пол. Uszer Zibes; 7 мая 1912, Ровно, Российская империя — 10 июля 1992, США) — польский раввин, в 1961—1966 годах главный раввин Польши.

## Биография
Родился в Ровно, в семье Аврума и Сары (девичья фамилия Сойфер-Шрайбер) Зибес. В 1932 году закончил раввинское обучение в Высшей школе раввинов в Вильно. В 1935 году, после окончания йешивы «Бейс-Йосеф» в Пинске, получил раввинскую смиху. Был раввином в Пинске. После войны, в 1946-1954 годах, был раввином в своём родном городе, Ровно. Во время последней волны выселения поляков из СССР, был переселён во Вроцлав, где занял пост раввина города, также исполнял обязанности моэля.
В 1961 году, после смерти Бера Перцовича, был избран главным раввином Польши. Был снят с поста в 1966 году в связи с выездом в США. После его отъезда пост главного раввина Польши был 22 года вакантным (если не считать не признаваемого польскими властями раввина Зеева Вава Морено). Пост главного раввина Вроцлава оставался вакантным до 2000 года.